# Cliff Cudney
Cliff Cudney – amerykański kaskader, statysta i aktor.
Karierę rozpoczął rolą Johna Harta w serialu stacji ABC Dark Shadows (1970). W ciągu kolejnych lat odszedł od telewizji, współpracował bowiem jako kaskader przy filmach hollywoodzkich, także przy nich statystując. Udzielił się m.in. w: Boogie Nights (1997), Piątku, trzynastego II (Friday the 13th Part 2, 1981), Malcolmie X (1992), Nocnym jastrzębiu (Nighthawks, 1981), Uśpiony obóz (1983), Muppetach na Manhattanie (The Muppets Take Manhattan, 1984), Nocnej straży (Nightwatch, 1997), Charlie’s War (2003), Wybuchu (Blow Out, 1981). Był kaskaderem Jake’a Gyllenhaala oraz Gene’a Hackmana.